# Heterolophus guttiger
Heterolophus guttiger är en spindeldjursart som beskrevs av Tömösváry 1884. Heterolophus guttiger ingår i släktet Heterolophus och familjen Tridenchthoniidae. Inga underarter finns listade i Catalogue of Life.